# Tylophora macrantha
Tylophora macrantha là một loài thực vật có hoa trong họ La bố ma. Loài này được (Wight) Hook. f. miêu tả khoa học đầu tiên năm 1883.